# Jason Lezak
Jason Edward Lezak (Irvine, 12 novembre 1975) è un ex nuotatore statunitense.
Distintosi particolarmente come staffettista a stile libero, ha vinto 7 medaglie olimpiche con la propria nazionale nelle staffette di 4 edizioni consecutive dei giochi olimpici: Sydney 2000, Atene 2004, Pechino 2008 e Londra 2012.
Impressionante la prestazione che offrì alla squadra americana l'11 agosto 2008 nuotando la frazione conclusiva della staffetta record 4x100m stile libero alle Olimpiadi di Pechino, dove segnò un parziale di 46"06: pur tarandolo con l'aggiunta di un normale tempo di reazione (poiché nelle staffette è praticamente nullo, eccetto che per il primo frazionista) di 0"50-0"60, equivale a un tempo di circa 46"60 in gare individuali, ben al di sotto del primato del mondo di 46"80 sui 100m stile libero in vasca lunga, appartenente al nuotatore cinese Pan Zhanle; questo suo exploit nell'ultima frazione di gara, caratterizzata dall'incredibile rimonta sul nuotatore francese Alain Bernard, permise alla staffetta statunitense di conquistare l'oro migliorando anche il precedente primato del mondo di oltre 4 secondi.

## Palmarès
- Olimpiadi

Sydney 2000: oro nella 4x100m misti e argento nella 4x100m sl.
Atene 2004: oro nella 4x100m misti e bronzo nella 4x100m sl.
Pechino 2008: oro nella 4x100m sl e nella 4x100m misti e bronzo nei 100m sl.
Londra 2012: argento nella 4x100m sl.
- Mondiali

Barcellona 2003: oro nella 4x100m misti e argento nella 4x100m sl.
Montreal 2005: oro nella 4x100m sl e nella 4x100m misti.
Melbourne 2007: oro nella 4x100m sl.
Shanghai 2011: bronzo nella 4x100m sl.
- Mondiali in vasca corta

Mosca 2002: oro nella 4x100m sl e nella 4x100m misti.
Indianapolis 2004: oro nei 100m sl, nella 4x100m sl e nella 4x100m misti.
Shanghai 2006: argento nella 4x100m misti e bronzo nella 4x100m sl.
- Campionati panpacifici

Sydney 1999: argento nella 4x100m sl.
Yokohama 2002: oro nei 50m sl e nella 4x100m misti e argento nella 4x100m sl.
Victoria 2006: oro nella 4x100m sl e nella 4x100m misti e argento nei 100m sl.
Irvine 2010: oro nella 4x100m sl.
- Universiadi

Messina 1997: oro nella 4x100m sl.